# Cyamon aruense
Cyamon aruense är en svampdjursart som beskrevs av Jörn Hentschel 1912. Cyamon aruense ingår i släktet Cyamon och familjen Raspailiidae.
Artens utbredningsområde är havet kring Indonesien. Inga underarter finns listade i Catalogue of Life.